# تور دي أفينير 2016
تور دي أفينير 2016 (بالألمانية: Tour de l’Avenir 2016) هو سباق دراجات هوائية، وهو الموسم رقم 53 من السباق، وأقيم خلال الفترة 20 أغسطس 2016، وحتى 27 أغسطس 2016، وهو أحد سباقات طواف أوروبا للدراجات 2016، وهو من نوع سباق المرحلة، وهو من نوع سباق الدراجات، وقد شارك في السباق 143 متسابقاً ووصل إلى نهايته 106 متسابقاً.
فاز فيه بالمركز الأول ديفيد جودو، وبالمركز الثاني Edward Ravasi ‏، وبالمركز الثالث أدريان كوستا، والفريق الفائز في ترتيب الفرق منتخب أستراليا لسباق الدراجات على الطريق للرجال تحت 23 سنة 2016.

## الفرق
| فرق وطنية (23)- منتخب المملكة المتحدة لسباق الدراجات على الطريق للرجال تحت 23 سنة 2016 ‏ - منتخب أستراليا لسباق الدراجات على الطريق للرجال تحت 23 سنة 2016 ‏ - منتخب كولومبيا لسباق الدراجات على الطريق للرجال تحت 23 سنة 2016‏ - منتخب الدنمارك لسباق الدراجات على الطريق للرجال تحت 23 سنة 2016 ‏ - منتخب إسبانيا لسباق الدراجات على الطريق للرجال تحت 23 سنة 2016 ‏ - فريق فرنسا لركوب الدراجات للرجال تحت 23 سنة 2016 ‏ - منتخب ألمانيا لسباق الدراجات على الطريق للرجال تحت 23 سنة 2016 ‏ - منتخب إيطاليا لسباق الدراجات على الطريق للرجال تحت 23 سنة 2016 ‏ - منتخب هولندا لسباق الدراجات على الطريق للرجال تحت 23 سنة 2016 ‏ - النرويج تحت 23 سنة - منتخب روسيا لسباق الدراجات على الطريق للرجال تحت 23 سنة 2016 ‏ - منتخب سلوفينيا لسباق الدراجات على الطريق للرجال تحت 23 سنة 2016 ‏ - منتخب الولايات المتحدة لسباق الدراجات على الطريق للرجال تحت 23 سنة 2016 ‏ - منتخب سويسرا الوطني لسباق الدراجات على الطريق للرجال تحت 23 سنة ‏ - منتخب بولندا الوطني لسباق الدراجات على الطريق للرجال تحت 23 سنة‏ - منتخب لوكسمبورغ الوطني لسباق الدراجات على الطريق للرجال تحت 23 سنة‏ - منتخب اليابان الوطني لسباق الدراجات على الطريق للرجال تحت 23 سنة‏ - منتخب التشيك الوطني لسباق الدراجات على الطريق للرجال تحت 23 سنة‏ - منتخب بلجيكا الوطني لسباق الدراجات على الطريق للرجال تحت 23 سنة ‏ - منتخب النمسا الوطني لسباق الدراجات على الطريق للرجال تحت 23 سنة ‏ - منتخب جنوب أفريقيا الوطني لسباق الدراجات على الطريق للرجال تحت 23 سنة‏ - منتخب كازاخستان الوطني لسباق الدراجات على الطريق للرجال تحت 23 سنة‏ - منتخب المغرب الوطني لسباق الدراجات على الطريق للرجال تحت 23 سنة‏ Unknown team category- Mixed men's U23 UCI‏ |  |
| |  |

## المراحل
| المرحلة   | التاريخ  | الدورة                                          | type                  | المسافة (كم) | الفائز بالمرحلة          | القائد العام             |
| --------- | -------- | ----------------------------------------------- | --------------------- | ------------ | ------------------------ | ------------------------ |
| المرحلة 1 | 20 أغسطس | لو بوي أون فيلاي – Veauche ‏                     | مرحلة مستوية          | 137٫7        | فينتشنزو ألبانيز         | فينتشنزو ألبانيز         |
| المرحلة 2 | 21 أغسطس | Montrond-les-Bains ‏ – تريفو، أين                | مرحلة مستوية          | 156٫6        | اموند جروندل يانسن       | اموند جروندل يانسن       |
| المرحلة 3 | 22 أغسطس | بورغ أون بريس – أوتون                           | مرحلة التلال          | 171٫4        | كريستوفر هالفورسن        | اموند جروندل يانسن       |
| المرحلة 4 | 23 أغسطس | Lugny, Saône-et-Loire ‏ – Lugny, Saône-et-Loire ‏ | مرحلة سباق الزمن فردي | 16٫5         | أدريان كوستا             | اموند جروندل يانسن       |
| المرحلة 5 | 24 أغسطس | كيونزير – Les Carroz d'Arâches ‏                 | مرحلة متوسطة          | 97٫8         | Jhon Anderson Rodríguez ‏ | Nico Denz ‏               |
| المرحلة 6 | 25 أغسطس | Saint-Gervais-les-Bains ‏ – تين (قرية فرنسية)    | مرحلة جبلية           | 123٫6        | ديفيد جودو               | Jhon Anderson Rodríguez ‏ |
| المرحلة 7 | 26 أغسطس | فال دي إيسير – فالمينير                         | مرحلة جبلية           | 121٫1        | نيك شولتز                | ديفيد جودو               |
| المرحلة 8 | 27 أغسطس | سانت ميشيل دى مارين – Saint-Sorlin-d'Arves ‏     | مرحلة جبلية           | 72           | نيلسون بوولس             | ديفيد جودو               |

## النتيجة

### مرحلة 1
هي مرحلة مسطحة، أجريت في 20 أغسطس 2016 فاز بالمرحلة فينتشنزو ألبانيز، ومتصدر الترتيب العام في نهاية المرحلة فينتشنزو ألبانيز.
| \| التصنيف العام \| التصنيف العام \| التصنيف العام \| التصنيف العام \| التصنيف العام \| \| العداء \| العداء \| الفريق \| الوقت \| \| \| ------------- \| --------------------------------- \| ---------------------------------------------------------------------------------- \| ------------- \| ------------- \| \| 1 \| فينتشنزو ألبانيز \| منتخب إيطاليا لسباق الدراجات على الطريق للرجال تحت 23 سنة 2016 [لغات أخرى]‏ \| 3 س 01 د 09 ث \| \| \| 2 \| اموند جروندل يانسن \| النرويج تحت 23 سنة \| + 0 ث \| \| \| 3 \| Nathan Van Hooydonck [الإنجليزية]‏ \| منتخب بلجيكا الوطني لسباق الدراجات على الطريق للرجال تحت 23 سنة [لغات أخرى]‏ \| + 0 ث \| \| \| 4 \| تاو غايغن هارت \| منتخب المملكة المتحدة لسباق الدراجات على الطريق للرجال تحت 23 سنة 2016 [لغات أخرى]‏ \| + 0 ث \| \| \| 5 \| Jan Tschernoster [لغات أخرى]‏ \| منتخب ألمانيا لسباق الدراجات على الطريق للرجال تحت 23 سنة 2016 [لغات أخرى]‏ \| + 4 ث \| \| \| 6 \| باسكال أكرمان \| منتخب ألمانيا لسباق الدراجات على الطريق للرجال تحت 23 سنة 2016 [لغات أخرى]‏ \| + 50 ث \| \| \| 7 \| كريستوفر هالفورسن \| النرويج تحت 23 سنة \| + 50 ث \| \| \| 8 \| إيفان غارسيا \| منتخب إسبانيا لسباق الدراجات على الطريق للرجال تحت 23 سنة 2016 [لغات أخرى]‏ \| + 50 ث \| \| \| 9 \| Nico Denz [الإنجليزية]‏ \| منتخب ألمانيا لسباق الدراجات على الطريق للرجال تحت 23 سنة 2016 [لغات أخرى]‏ \| + 50 ث \| \| \| 10 \| Joris Nieuwenhuis [الإنجليزية]‏ \| منتخب هولندا لسباق الدراجات على الطريق للرجال تحت 23 سنة 2016 [لغات أخرى]‏ \| + 50 ث \| \| |                       |                                                                         |               |  |
| |                       |                                                                         |               |  |
| مصدر: ProCyclingStats |                       |                                                                         |               |  |
| التصنيف العام |                       |                                                                         |               |  |
| العداء | العداء                | الفريق                                                                  | الوقت         |  |
| 1 | فينتشنزو ألبانيز      | منتخب إيطاليا لسباق الدراجات على الطريق للرجال تحت 23 سنة 2016 ‏         | 3 س 01 د 09 ث |  |
| 2 | اموند جروندل يانسن    | النرويج تحت 23 سنة                                                      | + 0 ث         |  |
| 3 | Nathan Van Hooydonck ‏ | منتخب بلجيكا الوطني لسباق الدراجات على الطريق للرجال تحت 23 سنة ‏        | + 0 ث         |  |
| 4 | تاو غايغن هارت        | منتخب المملكة المتحدة لسباق الدراجات على الطريق للرجال تحت 23 سنة 2016 ‏ | + 0 ث         |  |
| 5 | Jan Tschernoster ‏     | منتخب ألمانيا لسباق الدراجات على الطريق للرجال تحت 23 سنة 2016 ‏         | + 4 ث         |  |
| 6 | باسكال أكرمان         | منتخب ألمانيا لسباق الدراجات على الطريق للرجال تحت 23 سنة 2016 ‏         | + 50 ث        |  |
| 7 | كريستوفر هالفورسن     | النرويج تحت 23 سنة                                                      | + 50 ث        |  |
| 8 | إيفان غارسيا          | منتخب إسبانيا لسباق الدراجات على الطريق للرجال تحت 23 سنة 2016 ‏         | + 50 ث        |  |
| 9 | Nico Denz ‏            | منتخب ألمانيا لسباق الدراجات على الطريق للرجال تحت 23 سنة 2016 ‏         | + 50 ث        |  |
| 10 | Joris Nieuwenhuis ‏    | منتخب هولندا لسباق الدراجات على الطريق للرجال تحت 23 سنة 2016 ‏          | + 50 ث        |  |

### مرحلة 2
هي مرحلة مسطحة، أجريت في 21 أغسطس 2016 فاز بالمرحلة اموند جروندل يانسن، ومتصدر الترتيب العام في نهاية المرحلة اموند جروندل يانسن.
| \| التصنيف العام \| التصنيف العام \| التصنيف العام \| التصنيف العام \| التصنيف العام \| \| العداء \| العداء \| الفريق \| الوقت \| \| \| ------------- \| --------------------------------- \| ---------------------------------------------------------------------------------- \| ------------- \| ------------- \| \| 1 \| اموند جروندل يانسن \| النرويج تحت 23 سنة \| 6 س 32 د 29 ث \| \| \| 2 \| Nico Denz [الإنجليزية]‏ \| منتخب ألمانيا لسباق الدراجات على الطريق للرجال تحت 23 سنة 2016 [لغات أخرى]‏ \| + 1 د 01 ث \| \| \| 3 \| جوناثان ديبن \| منتخب المملكة المتحدة لسباق الدراجات على الطريق للرجال تحت 23 سنة 2016 [لغات أخرى]‏ \| + 2 د 07 ث \| \| \| 4 \| فينتشنزو ألبانيز \| منتخب إيطاليا لسباق الدراجات على الطريق للرجال تحت 23 سنة 2016 [لغات أخرى]‏ \| + 2 د 48 ث \| \| \| 5 \| تاو غايغن هارت \| منتخب المملكة المتحدة لسباق الدراجات على الطريق للرجال تحت 23 سنة 2016 [لغات أخرى]‏ \| + 2 د 48 ث \| \| \| 6 \| Nathan Van Hooydonck [الإنجليزية]‏ \| منتخب بلجيكا الوطني لسباق الدراجات على الطريق للرجال تحت 23 سنة [لغات أخرى]‏ \| + 2 د 48 ث \| \| \| 7 \| Jan Tschernoster [لغات أخرى]‏ \| منتخب ألمانيا لسباق الدراجات على الطريق للرجال تحت 23 سنة 2016 [لغات أخرى]‏ \| + 2 د 52 ث \| \| \| 8 \| كريستوفر هالفورسن \| النرويج تحت 23 سنة \| + 3 د 38 ث \| \| \| 9 \| باسكال أكرمان \| منتخب ألمانيا لسباق الدراجات على الطريق للرجال تحت 23 سنة 2016 [لغات أخرى]‏ \| + 3 د 38 ث \| \| \| 10 \| إيفان غارسيا \| منتخب إسبانيا لسباق الدراجات على الطريق للرجال تحت 23 سنة 2016 [لغات أخرى]‏ \| + 3 د 38 ث \| \| |                       |                                                                         |               |  |
| |                       |                                                                         |               |  |
| مصدر: ProCyclingStats |                       |                                                                         |               |  |
| التصنيف العام |                       |                                                                         |               |  |
| العداء | العداء                | الفريق                                                                  | الوقت         |  |
| 1 | اموند جروندل يانسن    | النرويج تحت 23 سنة                                                      | 6 س 32 د 29 ث |  |
| 2 | Nico Denz ‏            | منتخب ألمانيا لسباق الدراجات على الطريق للرجال تحت 23 سنة 2016 ‏         | + 1 د 01 ث    |  |
| 3 | جوناثان ديبن          | منتخب المملكة المتحدة لسباق الدراجات على الطريق للرجال تحت 23 سنة 2016 ‏ | + 2 د 07 ث    |  |
| 4 | فينتشنزو ألبانيز      | منتخب إيطاليا لسباق الدراجات على الطريق للرجال تحت 23 سنة 2016 ‏         | + 2 د 48 ث    |  |
| 5 | تاو غايغن هارت        | منتخب المملكة المتحدة لسباق الدراجات على الطريق للرجال تحت 23 سنة 2016 ‏ | + 2 د 48 ث    |  |
| 6 | Nathan Van Hooydonck ‏ | منتخب بلجيكا الوطني لسباق الدراجات على الطريق للرجال تحت 23 سنة ‏        | + 2 د 48 ث    |  |
| 7 | Jan Tschernoster ‏     | منتخب ألمانيا لسباق الدراجات على الطريق للرجال تحت 23 سنة 2016 ‏         | + 2 د 52 ث    |  |
| 8 | كريستوفر هالفورسن     | النرويج تحت 23 سنة                                                      | + 3 د 38 ث    |  |
| 9 | باسكال أكرمان         | منتخب ألمانيا لسباق الدراجات على الطريق للرجال تحت 23 سنة 2016 ‏         | + 3 د 38 ث    |  |
| 10 | إيفان غارسيا          | منتخب إسبانيا لسباق الدراجات على الطريق للرجال تحت 23 سنة 2016 ‏         | + 3 د 38 ث    |  |

### مرحلة 3
هي مرحلة جبلية، أجريت في 22 أغسطس 2016 فاز بالمرحلة كريستوفر هالفورسن، ومتصدر الترتيب العام في نهاية المرحلة اموند جروندل يانسن.
| \| التصنيف العام \| التصنيف العام \| التصنيف العام \| التصنيف العام \| التصنيف العام \| \| العداء \| العداء \| الفريق \| الوقت \| \| \| ------------- \| --------------------------------- \| ---------------------------------------------------------------------------------- \| -------------- \| ------------- \| \| 1 \| اموند جروندل يانسن \| النرويج تحت 23 سنة \| 10 س 49 د 38 ث \| \| \| 2 \| Nico Denz [الإنجليزية]‏ \| منتخب ألمانيا لسباق الدراجات على الطريق للرجال تحت 23 سنة 2016 [لغات أخرى]‏ \| + 1 د 01 ث \| \| \| 3 \| جوناثان ديبن \| منتخب المملكة المتحدة لسباق الدراجات على الطريق للرجال تحت 23 سنة 2016 [لغات أخرى]‏ \| + 2 د 07 ث \| \| \| 4 \| فينتشنزو ألبانيز \| منتخب إيطاليا لسباق الدراجات على الطريق للرجال تحت 23 سنة 2016 [لغات أخرى]‏ \| + 2 د 42 ث \| \| \| 5 \| تاو غايغن هارت \| منتخب المملكة المتحدة لسباق الدراجات على الطريق للرجال تحت 23 سنة 2016 [لغات أخرى]‏ \| + 2 د 42 ث \| \| \| 6 \| Nathan Van Hooydonck [الإنجليزية]‏ \| منتخب بلجيكا الوطني لسباق الدراجات على الطريق للرجال تحت 23 سنة [لغات أخرى]‏ \| + 2 د 42 ث \| \| \| 7 \| Jan Tschernoster [لغات أخرى]‏ \| منتخب ألمانيا لسباق الدراجات على الطريق للرجال تحت 23 سنة 2016 [لغات أخرى]‏ \| + 2 د 52 ث \| \| \| 8 \| كريستوفر هالفورسن \| النرويج تحت 23 سنة \| + 3 د 38 ث \| \| \| 9 \| إيفان غارسيا \| منتخب إسبانيا لسباق الدراجات على الطريق للرجال تحت 23 سنة 2016 [لغات أخرى]‏ \| + 3 د 38 ث \| \| \| 10 \| Gašper Katrašnik [الإنجليزية]‏ \| منتخب سلوفينيا لسباق الدراجات على الطريق للرجال تحت 23 سنة 2016 [لغات أخرى]‏ \| + 3 د 38 ث \| \| |                       |                                                                         |                |  |
| |                       |                                                                         |                |  |
| مصدر: ProCyclingStats |                       |                                                                         |                |  |
| التصنيف العام |                       |                                                                         |                |  |
| العداء | العداء                | الفريق                                                                  | الوقت          |  |
| 1 | اموند جروندل يانسن    | النرويج تحت 23 سنة                                                      | 10 س 49 د 38 ث |  |
| 2 | Nico Denz ‏            | منتخب ألمانيا لسباق الدراجات على الطريق للرجال تحت 23 سنة 2016 ‏         | + 1 د 01 ث     |  |
| 3 | جوناثان ديبن          | منتخب المملكة المتحدة لسباق الدراجات على الطريق للرجال تحت 23 سنة 2016 ‏ | + 2 د 07 ث     |  |
| 4 | فينتشنزو ألبانيز      | منتخب إيطاليا لسباق الدراجات على الطريق للرجال تحت 23 سنة 2016 ‏         | + 2 د 42 ث     |  |
| 5 | تاو غايغن هارت        | منتخب المملكة المتحدة لسباق الدراجات على الطريق للرجال تحت 23 سنة 2016 ‏ | + 2 د 42 ث     |  |
| 6 | Nathan Van Hooydonck ‏ | منتخب بلجيكا الوطني لسباق الدراجات على الطريق للرجال تحت 23 سنة ‏        | + 2 د 42 ث     |  |
| 7 | Jan Tschernoster ‏     | منتخب ألمانيا لسباق الدراجات على الطريق للرجال تحت 23 سنة 2016 ‏         | + 2 د 52 ث     |  |
| 8 | كريستوفر هالفورسن     | النرويج تحت 23 سنة                                                      | + 3 د 38 ث     |  |
| 9 | إيفان غارسيا          | منتخب إسبانيا لسباق الدراجات على الطريق للرجال تحت 23 سنة 2016 ‏         | + 3 د 38 ث     |  |
| 10 | Gašper Katrašnik ‏     | منتخب سلوفينيا لسباق الدراجات على الطريق للرجال تحت 23 سنة 2016 ‏        | + 3 د 38 ث     |  |

### مرحلة 4
هي مرحلة من نوع سباق فردي ضد الساعة، أجريت في 23 أغسطس 2016 فاز بالمرحلة أدريان كوستا، ومتصدر الترتيب العام في نهاية المرحلة اموند جروندل يانسن.
| \| التصنيف العام \| التصنيف العام \| التصنيف العام \| التصنيف العام \| التصنيف العام \| \| العداء \| العداء \| الفريق \| الوقت \| \| \| ------------- \| --------------------------------- \| ----------------------------------------------------------------------------------- \| -------------- \| ------------- \| \| 1 \| اموند جروندل يانسن \| النرويج تحت 23 سنة \| 11 س 11 د 46 ث \| \| \| 2 \| Nico Denz [الإنجليزية]‏ \| منتخب ألمانيا لسباق الدراجات على الطريق للرجال تحت 23 سنة 2016 [لغات أخرى]‏ \| + 41 ث \| \| \| 3 \| جوناثان ديبن \| منتخب المملكة المتحدة لسباق الدراجات على الطريق للرجال تحت 23 سنة 2016 [لغات أخرى]‏ \| + 1 د 20 ث \| \| \| 4 \| Nathan Van Hooydonck [الإنجليزية]‏ \| منتخب بلجيكا الوطني لسباق الدراجات على الطريق للرجال تحت 23 سنة [لغات أخرى]‏ \| + 2 د 21 ث \| \| \| 5 \| تاو غايغن هارت \| منتخب المملكة المتحدة لسباق الدراجات على الطريق للرجال تحت 23 سنة 2016 [لغات أخرى]‏ \| + 2 د 21 ث \| \| \| 6 \| Jan Tschernoster [لغات أخرى]‏ \| منتخب ألمانيا لسباق الدراجات على الطريق للرجال تحت 23 سنة 2016 [لغات أخرى]‏ \| + 2 د 51 ث \| \| \| 7 \| أدريان كوستا \| منتخب الولايات المتحدة لسباق الدراجات على الطريق للرجال تحت 23 سنة 2016 [لغات أخرى]‏ \| + 2 د 54 ث \| \| \| 8 \| نيلسون بوولس \| منتخب الولايات المتحدة لسباق الدراجات على الطريق للرجال تحت 23 سنة 2016 [لغات أخرى]‏ \| + 2 د 56 ث \| \| \| 9 \| فينتشنزو ألبانيز \| منتخب إيطاليا لسباق الدراجات على الطريق للرجال تحت 23 سنة 2016 [لغات أخرى]‏ \| + 3 د 02 ث \| \| \| 10 \| لينارد كامنا \| منتخب ألمانيا لسباق الدراجات على الطريق للرجال تحت 23 سنة 2016 [لغات أخرى]‏ \| + 3 د 03 ث \| \| |                       |                                                                          |                |  |
| |                       |                                                                          |                |  |
| مصدر: ProCyclingStats |                       |                                                                          |                |  |
| التصنيف العام |                       |                                                                          |                |  |
| العداء | العداء                | الفريق                                                                   | الوقت          |  |
| 1 | اموند جروندل يانسن    | النرويج تحت 23 سنة                                                       | 11 س 11 د 46 ث |  |
| 2 | Nico Denz ‏            | منتخب ألمانيا لسباق الدراجات على الطريق للرجال تحت 23 سنة 2016 ‏          | + 41 ث         |  |
| 3 | جوناثان ديبن          | منتخب المملكة المتحدة لسباق الدراجات على الطريق للرجال تحت 23 سنة 2016 ‏  | + 1 د 20 ث     |  |
| 4 | Nathan Van Hooydonck ‏ | منتخب بلجيكا الوطني لسباق الدراجات على الطريق للرجال تحت 23 سنة ‏         | + 2 د 21 ث     |  |
| 5 | تاو غايغن هارت        | منتخب المملكة المتحدة لسباق الدراجات على الطريق للرجال تحت 23 سنة 2016 ‏  | + 2 د 21 ث     |  |
| 6 | Jan Tschernoster ‏     | منتخب ألمانيا لسباق الدراجات على الطريق للرجال تحت 23 سنة 2016 ‏          | + 2 د 51 ث     |  |
| 7 | أدريان كوستا          | منتخب الولايات المتحدة لسباق الدراجات على الطريق للرجال تحت 23 سنة 2016 ‏ | + 2 د 54 ث     |  |
| 8 | نيلسون بوولس          | منتخب الولايات المتحدة لسباق الدراجات على الطريق للرجال تحت 23 سنة 2016 ‏ | + 2 د 56 ث     |  |
| 9 | فينتشنزو ألبانيز      | منتخب إيطاليا لسباق الدراجات على الطريق للرجال تحت 23 سنة 2016 ‏          | + 3 د 02 ث     |  |
| 10 | لينارد كامنا          | منتخب ألمانيا لسباق الدراجات على الطريق للرجال تحت 23 سنة 2016 ‏          | + 3 د 03 ث     |  |

### مرحلة 5
هي مرحلة جبلية متوسطة، أجريت في 24 أغسطس 2016 فاز بالمرحلة Jhon Anderson Rodríguez ‏، ومتصدر الترتيب العام في نهاية المرحلة Nico Denz ‏.
| \| التصنيف العام \| التصنيف العام \| التصنيف العام \| التصنيف العام \| التصنيف العام \| \| العداء \| العداء \| الفريق \| الوقت \| \| \| ------------- \| ------------------------------------ \| ----------------------------------------------------------------------------------- \| -------------- \| ------------- \| \| 1 \| Nico Denz [الإنجليزية]‏ \| منتخب ألمانيا لسباق الدراجات على الطريق للرجال تحت 23 سنة 2016 [لغات أخرى]‏ \| 13 س 28 د 27 ث \| \| \| 2 \| Nathan Van Hooydonck [الإنجليزية]‏ \| منتخب بلجيكا الوطني لسباق الدراجات على الطريق للرجال تحت 23 سنة [لغات أخرى]‏ \| + 1 د 40 ث \| \| \| 3 \| تاو غايغن هارت \| منتخب المملكة المتحدة لسباق الدراجات على الطريق للرجال تحت 23 سنة 2016 [لغات أخرى]‏ \| + 1 د 40 ث \| \| \| 4 \| مايكل ستورر \| منتخب أستراليا لسباق الدراجات على الطريق للرجال تحت 23 سنة 2016 [لغات أخرى]‏ \| + 2 د 05 ث \| \| \| 5 \| Jan Tschernoster [لغات أخرى]‏ \| منتخب ألمانيا لسباق الدراجات على الطريق للرجال تحت 23 سنة 2016 [لغات أخرى]‏ \| + 2 د 10 ث \| \| \| 6 \| أدريان كوستا \| منتخب الولايات المتحدة لسباق الدراجات على الطريق للرجال تحت 23 سنة 2016 [لغات أخرى]‏ \| + 2 د 13 ث \| \| \| 7 \| نيلسون بوولس \| منتخب الولايات المتحدة لسباق الدراجات على الطريق للرجال تحت 23 سنة 2016 [لغات أخرى]‏ \| + 2 د 15 ث \| \| \| 8 \| لينارد كامنا \| منتخب ألمانيا لسباق الدراجات على الطريق للرجال تحت 23 سنة 2016 [لغات أخرى]‏ \| + 2 د 22 ث \| \| \| 9 \| Jhon Anderson Rodríguez [الإنجليزية]‏ \| منتخب كولومبيا لسباق الدراجات على الطريق للرجال تحت 23 سنة 2016‏ \| + 2 د 23 ث \| \| \| 10 \| دانييل مارتينيز \| منتخب كولومبيا لسباق الدراجات على الطريق للرجال تحت 23 سنة 2016‏ \| + 2 د 24 ث \| \| |                          |                                                                          |                |  |
| |                          |                                                                          |                |  |
| مصدر: ProCyclingStats |                          |                                                                          |                |  |
| التصنيف العام |                          |                                                                          |                |  |
| العداء | العداء                   | الفريق                                                                   | الوقت          |  |
| 1 | Nico Denz ‏               | منتخب ألمانيا لسباق الدراجات على الطريق للرجال تحت 23 سنة 2016 ‏          | 13 س 28 د 27 ث |  |
| 2 | Nathan Van Hooydonck ‏    | منتخب بلجيكا الوطني لسباق الدراجات على الطريق للرجال تحت 23 سنة ‏         | + 1 د 40 ث     |  |
| 3 | تاو غايغن هارت           | منتخب المملكة المتحدة لسباق الدراجات على الطريق للرجال تحت 23 سنة 2016 ‏  | + 1 د 40 ث     |  |
| 4 | مايكل ستورر              | منتخب أستراليا لسباق الدراجات على الطريق للرجال تحت 23 سنة 2016 ‏         | + 2 د 05 ث     |  |
| 5 | Jan Tschernoster ‏        | منتخب ألمانيا لسباق الدراجات على الطريق للرجال تحت 23 سنة 2016 ‏          | + 2 د 10 ث     |  |
| 6 | أدريان كوستا             | منتخب الولايات المتحدة لسباق الدراجات على الطريق للرجال تحت 23 سنة 2016 ‏ | + 2 د 13 ث     |  |
| 7 | نيلسون بوولس             | منتخب الولايات المتحدة لسباق الدراجات على الطريق للرجال تحت 23 سنة 2016 ‏ | + 2 د 15 ث     |  |
| 8 | لينارد كامنا             | منتخب ألمانيا لسباق الدراجات على الطريق للرجال تحت 23 سنة 2016 ‏          | + 2 د 22 ث     |  |
| 9 | Jhon Anderson Rodríguez ‏ | منتخب كولومبيا لسباق الدراجات على الطريق للرجال تحت 23 سنة 2016‏          | + 2 د 23 ث     |  |
| 10 | دانييل مارتينيز          | منتخب كولومبيا لسباق الدراجات على الطريق للرجال تحت 23 سنة 2016‏          | + 2 د 24 ث     |  |

### مرحلة 6
هي مرحلة جبلية، أجريت في 25 أغسطس 2016 فاز بالمرحلة ديفيد جودو، ومتصدر الترتيب العام في نهاية المرحلة Jhon Anderson Rodríguez ‏.
| \| التصنيف العام \| التصنيف العام \| التصنيف العام \| التصنيف العام \| التصنيف العام \| \| العداء \| العداء \| الفريق \| الوقت \| \| \| ------------- \| ------------------------------------ \| ----------------------------------------------------------------------------------- \| -------------- \| ------------- \| \| 1 \| Jhon Anderson Rodríguez [الإنجليزية]‏ \| منتخب كولومبيا لسباق الدراجات على الطريق للرجال تحت 23 سنة 2016‏ \| 17 س 31 د 04 ث \| \| \| 2 \| ديفيد جودو \| فريق فرنسا لركوب الدراجات للرجال تحت 23 سنة 2016 [لغات أخرى]‏ \| + 9 ث \| \| \| 3 \| Edward Ravasi [الإنجليزية]‏ \| منتخب إيطاليا لسباق الدراجات على الطريق للرجال تحت 23 سنة 2016 [لغات أخرى]‏ \| + 28 ث \| \| \| 4 \| Harm Vanhoucke [الإنجليزية]‏ \| منتخب بلجيكا الوطني لسباق الدراجات على الطريق للرجال تحت 23 سنة [لغات أخرى]‏ \| + 29 ث \| \| \| 5 \| ميكال شليغل \| منتخب التشيك الوطني لسباق الدراجات على الطريق للرجال تحت 23 سنة‏ \| + 45 ث \| \| \| 6 \| أدريان كوستا \| منتخب الولايات المتحدة لسباق الدراجات على الطريق للرجال تحت 23 سنة 2016 [لغات أخرى]‏ \| + 1 د 13 ث \| \| \| 7 \| تاو غايغن هارت \| منتخب المملكة المتحدة لسباق الدراجات على الطريق للرجال تحت 23 سنة 2016 [لغات أخرى]‏ \| + 1 د 58 ث \| \| \| 8 \| جاي هيندلي \| منتخب أستراليا لسباق الدراجات على الطريق للرجال تحت 23 سنة 2016 [لغات أخرى]‏ \| + 2 د 07 ث \| \| \| 9 \| مايكل ستورر \| منتخب أستراليا لسباق الدراجات على الطريق للرجال تحت 23 سنة 2016 [لغات أخرى]‏ \| + 2 د 14 ث \| \| \| 10 \| إيغان بيرنال \| منتخب كولومبيا لسباق الدراجات على الطريق للرجال تحت 23 سنة 2016‏ \| + 2 د 17 ث \| \| |                          |                                                                          |                |  |
| |                          |                                                                          |                |  |
| مصدر: ProCyclingStats |                          |                                                                          |                |  |
| التصنيف العام |                          |                                                                          |                |  |
| العداء | العداء                   | الفريق                                                                   | الوقت          |  |
| 1 | Jhon Anderson Rodríguez ‏ | منتخب كولومبيا لسباق الدراجات على الطريق للرجال تحت 23 سنة 2016‏          | 17 س 31 د 04 ث |  |
| 2 | ديفيد جودو               | فريق فرنسا لركوب الدراجات للرجال تحت 23 سنة 2016 ‏                        | + 9 ث          |  |
| 3 | Edward Ravasi ‏           | منتخب إيطاليا لسباق الدراجات على الطريق للرجال تحت 23 سنة 2016 ‏          | + 28 ث         |  |
| 4 | Harm Vanhoucke ‏          | منتخب بلجيكا الوطني لسباق الدراجات على الطريق للرجال تحت 23 سنة ‏         | + 29 ث         |  |
| 5 | ميكال شليغل              | منتخب التشيك الوطني لسباق الدراجات على الطريق للرجال تحت 23 سنة‏          | + 45 ث         |  |
| 6 | أدريان كوستا             | منتخب الولايات المتحدة لسباق الدراجات على الطريق للرجال تحت 23 سنة 2016 ‏ | + 1 د 13 ث     |  |
| 7 | تاو غايغن هارت           | منتخب المملكة المتحدة لسباق الدراجات على الطريق للرجال تحت 23 سنة 2016 ‏  | + 1 د 58 ث     |  |
| 8 | جاي هيندلي               | منتخب أستراليا لسباق الدراجات على الطريق للرجال تحت 23 سنة 2016 ‏         | + 2 د 07 ث     |  |
| 9 | مايكل ستورر              | منتخب أستراليا لسباق الدراجات على الطريق للرجال تحت 23 سنة 2016 ‏         | + 2 د 14 ث     |  |
| 10 | إيغان بيرنال             | منتخب كولومبيا لسباق الدراجات على الطريق للرجال تحت 23 سنة 2016‏          | + 2 د 17 ث     |  |

### مرحلة 7
هي مرحلة جبلية، أجريت في 26 أغسطس 2016 فاز بالمرحلة نيك شولتز، ومتصدر الترتيب العام في نهاية المرحلة ديفيد جودو.
| \| التصنيف العام \| التصنيف العام \| التصنيف العام \| التصنيف العام \| التصنيف العام \| \| العداء \| العداء \| الفريق \| الوقت \| \| \| ------------- \| --------------------------- \| ----------------------------------------------------------------------------------- \| -------------- \| ------------- \| \| 1 \| ديفيد جودو \| فريق فرنسا لركوب الدراجات للرجال تحت 23 سنة 2016 [لغات أخرى]‏ \| 21 س 06 د 35 ث \| \| \| 2 \| Edward Ravasi [الإنجليزية]‏ \| منتخب إيطاليا لسباق الدراجات على الطريق للرجال تحت 23 سنة 2016 [لغات أخرى]‏ \| + 21 ث \| \| \| 3 \| أدريان كوستا \| منتخب الولايات المتحدة لسباق الدراجات على الطريق للرجال تحت 23 سنة 2016 [لغات أخرى]‏ \| + 1 د 20 ث \| \| \| 4 \| Harm Vanhoucke [الإنجليزية]‏ \| منتخب بلجيكا الوطني لسباق الدراجات على الطريق للرجال تحت 23 سنة [لغات أخرى]‏ \| + 1 د 35 ث \| \| \| 5 \| ميكال شليغل \| منتخب التشيك الوطني لسباق الدراجات على الطريق للرجال تحت 23 سنة‏ \| + 1 د 57 ث \| \| \| 6 \| جاي هيندلي \| منتخب أستراليا لسباق الدراجات على الطريق للرجال تحت 23 سنة 2016 [لغات أخرى]‏ \| + 2 د 00 ث \| \| \| 7 \| إيغان بيرنال \| منتخب كولومبيا لسباق الدراجات على الطريق للرجال تحت 23 سنة 2016‏ \| + 2 د 14 ث \| \| \| 8 \| تاو غايغن هارت \| منتخب المملكة المتحدة لسباق الدراجات على الطريق للرجال تحت 23 سنة 2016 [لغات أخرى]‏ \| + 3 د 10 ث \| \| \| 9 \| Matteo Fabbro [الإنجليزية]‏ \| منتخب إيطاليا لسباق الدراجات على الطريق للرجال تحت 23 سنة 2016 [لغات أخرى]‏ \| + 4 د 03 ث \| \| \| 10 \| مايكل ستورر \| منتخب أستراليا لسباق الدراجات على الطريق للرجال تحت 23 سنة 2016 [لغات أخرى]‏ \| + 4 د 42 ث \| \| |                 |                                                                          |                |  |
| |                 |                                                                          |                |  |
| مصدر: ProCyclingStats |                 |                                                                          |                |  |
| التصنيف العام |                 |                                                                          |                |  |
| العداء | العداء          | الفريق                                                                   | الوقت          |  |
| 1 | ديفيد جودو      | فريق فرنسا لركوب الدراجات للرجال تحت 23 سنة 2016 ‏                        | 21 س 06 د 35 ث |  |
| 2 | Edward Ravasi ‏  | منتخب إيطاليا لسباق الدراجات على الطريق للرجال تحت 23 سنة 2016 ‏          | + 21 ث         |  |
| 3 | أدريان كوستا    | منتخب الولايات المتحدة لسباق الدراجات على الطريق للرجال تحت 23 سنة 2016 ‏ | + 1 د 20 ث     |  |
| 4 | Harm Vanhoucke ‏ | منتخب بلجيكا الوطني لسباق الدراجات على الطريق للرجال تحت 23 سنة ‏         | + 1 د 35 ث     |  |
| 5 | ميكال شليغل     | منتخب التشيك الوطني لسباق الدراجات على الطريق للرجال تحت 23 سنة‏          | + 1 د 57 ث     |  |
| 6 | جاي هيندلي      | منتخب أستراليا لسباق الدراجات على الطريق للرجال تحت 23 سنة 2016 ‏         | + 2 د 00 ث     |  |
| 7 | إيغان بيرنال    | منتخب كولومبيا لسباق الدراجات على الطريق للرجال تحت 23 سنة 2016‏          | + 2 د 14 ث     |  |
| 8 | تاو غايغن هارت  | منتخب المملكة المتحدة لسباق الدراجات على الطريق للرجال تحت 23 سنة 2016 ‏  | + 3 د 10 ث     |  |
| 9 | Matteo Fabbro ‏  | منتخب إيطاليا لسباق الدراجات على الطريق للرجال تحت 23 سنة 2016 ‏          | + 4 د 03 ث     |  |
| 10 | مايكل ستورر     | منتخب أستراليا لسباق الدراجات على الطريق للرجال تحت 23 سنة 2016 ‏         | + 4 د 42 ث     |  |

### مرحلة 8
هي مرحلة جبلية، أجريت في 27 أغسطس 2016 فاز بالمرحلة نيلسون بوولس، ومتصدر الترتيب العام في نهاية المرحلة ديفيد جودو.
| \| التصنيف العام \| التصنيف العام \| التصنيف العام \| التصنيف العام \| التصنيف العام \| \| العداء \| العداء \| الفريق \| الوقت \| \| \| ------------- \| ------------- \| ------------- \| ------------- \| ------------- \| |        |        |       |  |
| |        |        |       |  |
| مصدر: ProCyclingStats |        |        |       |  |
| التصنيف العام |        |        |       |  |
| العداء | العداء | الفريق | الوقت |  |

## التصنيف العام النهائي
| \| التصنيف العام \| التصنيف العام \| التصنيف العام \| التصنيف العام \| التصنيف العام \| \| العداء \| العداء \| الفريق \| الوقت \| \| \| ------------- \| ------------------------------ \| ----------------------------------------------------------------------------------- \| -------------- \| ------------- \| \| 1 \| ديفيد جودو \| فريق فرنسا لركوب الدراجات للرجال تحت 23 سنة 2016 [لغات أخرى]‏ \| 23 س 31 د 51 ث \| \| \| 2 \| Edward Ravasi [الإنجليزية]‏ \| منتخب إيطاليا لسباق الدراجات على الطريق للرجال تحت 23 سنة 2016 [لغات أخرى]‏ \| + 24 ث \| \| \| 3 \| أدريان كوستا \| منتخب الولايات المتحدة لسباق الدراجات على الطريق للرجال تحت 23 سنة 2016 [لغات أخرى]‏ \| + 1 د 23 ث \| \| \| 4 \| إيغان بيرنال \| منتخب كولومبيا لسباق الدراجات على الطريق للرجال تحت 23 سنة 2016‏ \| + 2 د 46 ث \| \| \| 5 \| جاي هيندلي \| منتخب أستراليا لسباق الدراجات على الطريق للرجال تحت 23 سنة 2016 [لغات أخرى]‏ \| + 3 د 09 ث \| \| \| 6 \| تاو غايغن هارت \| منتخب المملكة المتحدة لسباق الدراجات على الطريق للرجال تحت 23 سنة 2016 [لغات أخرى]‏ \| + 4 د 16 ث \| \| \| 7 \| مايكل ستورر \| منتخب أستراليا لسباق الدراجات على الطريق للرجال تحت 23 سنة 2016 [لغات أخرى]‏ \| + 4 د 50 ث \| \| \| 8 \| ميكال شليغل \| منتخب التشيك الوطني لسباق الدراجات على الطريق للرجال تحت 23 سنة‏ \| + 5 د 15 ث \| \| \| 9 \| Harm Vanhoucke [الإنجليزية]‏ \| منتخب بلجيكا الوطني لسباق الدراجات على الطريق للرجال تحت 23 سنة [لغات أخرى]‏ \| + 6 د 39 ث \| \| \| 10 \| كريستيان رودريغيز \| منتخب إسبانيا لسباق الدراجات على الطريق للرجال تحت 23 سنة 2016 [لغات أخرى]‏ \| + 8 د 34 ث \| \| \| 11 \| بافل سيفاكوف \| منتخب روسيا لسباق الدراجات على الطريق للرجال تحت 23 سنة 2016 [لغات أخرى]‏ \| + 9 د 51 ث \| \| \| 12 \| Artem Nych [الإنجليزية]‏ \| منتخب روسيا لسباق الدراجات على الطريق للرجال تحت 23 سنة 2016 [لغات أخرى]‏ \| + 10 د 24 ث \| \| \| 13 \| Matteo Fabbro [الإنجليزية]‏ \| منتخب إيطاليا لسباق الدراجات على الطريق للرجال تحت 23 سنة 2016 [لغات أخرى]‏ \| + 10 د 51 ث \| \| \| 14 \| Antwan Tolhoek [الإنجليزية]‏ \| منتخب هولندا لسباق الدراجات على الطريق للرجال تحت 23 سنة 2016 [لغات أخرى]‏ \| + 13 د 29 ث \| \| \| 15 \| Markus Freiberger [الإنجليزية]‏ \| منتخب النمسا الوطني لسباق الدراجات على الطريق للرجال تحت 23 سنة [لغات أخرى]‏ \| + 16 د 09 ث \| \| |                    |                                                                          |                |  |
| |                    |                                                                          |                |  |
| مصدر: ProCyclingStats |                    |                                                                          |                |  |
| التصنيف العام |                    |                                                                          |                |  |
| العداء | العداء             | الفريق                                                                   | الوقت          |  |
| 1 | ديفيد جودو         | فريق فرنسا لركوب الدراجات للرجال تحت 23 سنة 2016 ‏                        | 23 س 31 د 51 ث |  |
| 2 | Edward Ravasi ‏     | منتخب إيطاليا لسباق الدراجات على الطريق للرجال تحت 23 سنة 2016 ‏          | + 24 ث         |  |
| 3 | أدريان كوستا       | منتخب الولايات المتحدة لسباق الدراجات على الطريق للرجال تحت 23 سنة 2016 ‏ | + 1 د 23 ث     |  |
| 4 | إيغان بيرنال       | منتخب كولومبيا لسباق الدراجات على الطريق للرجال تحت 23 سنة 2016‏          | + 2 د 46 ث     |  |
| 5 | جاي هيندلي         | منتخب أستراليا لسباق الدراجات على الطريق للرجال تحت 23 سنة 2016 ‏         | + 3 د 09 ث     |  |
| 6 | تاو غايغن هارت     | منتخب المملكة المتحدة لسباق الدراجات على الطريق للرجال تحت 23 سنة 2016 ‏  | + 4 د 16 ث     |  |
| 7 | مايكل ستورر        | منتخب أستراليا لسباق الدراجات على الطريق للرجال تحت 23 سنة 2016 ‏         | + 4 د 50 ث     |  |
| 8 | ميكال شليغل        | منتخب التشيك الوطني لسباق الدراجات على الطريق للرجال تحت 23 سنة‏          | + 5 د 15 ث     |  |
| 9 | Harm Vanhoucke ‏    | منتخب بلجيكا الوطني لسباق الدراجات على الطريق للرجال تحت 23 سنة ‏         | + 6 د 39 ث     |  |
| 10 | كريستيان رودريغيز  | منتخب إسبانيا لسباق الدراجات على الطريق للرجال تحت 23 سنة 2016 ‏          | + 8 د 34 ث     |  |
| 11 | بافل سيفاكوف       | منتخب روسيا لسباق الدراجات على الطريق للرجال تحت 23 سنة 2016 ‏            | + 9 د 51 ث     |  |
| 12 | Artem Nych ‏        | منتخب روسيا لسباق الدراجات على الطريق للرجال تحت 23 سنة 2016 ‏            | + 10 د 24 ث    |  |
| 13 | Matteo Fabbro ‏     | منتخب إيطاليا لسباق الدراجات على الطريق للرجال تحت 23 سنة 2016 ‏          | + 10 د 51 ث    |  |
| 14 | Antwan Tolhoek ‏    | منتخب هولندا لسباق الدراجات على الطريق للرجال تحت 23 سنة 2016 ‏           | + 13 د 29 ث    |  |
| 15 | Markus Freiberger ‏ | منتخب النمسا الوطني لسباق الدراجات على الطريق للرجال تحت 23 سنة ‏         | + 16 د 09 ث    |  |

### تصنيف النقاط
| \| تصنيف النقاط \| تصنيف النقاط \| تصنيف النقاط \| تصنيف النقاط \| تصنيف النقاط \| \| العداء \| العداء \| الفريق \| النقاط \| \| \| ------------ \| ------------------------------ \| ---------------------------------------------------------------------------------- \| ------------ \| ------------ \| \| 1 \| فينتشنزو ألبانيز \| منتخب إيطاليا لسباق الدراجات على الطريق للرجال تحت 23 سنة 2016 [لغات أخرى]‏ \| 69 نقطة \| \| \| 2 \| اموند جروندل يانسن \| النرويج تحت 23 سنة \| 69 نقطة \| \| \| 3 \| جوناثان ديبن \| منتخب المملكة المتحدة لسباق الدراجات على الطريق للرجال تحت 23 سنة 2016 [لغات أخرى]‏ \| 46 نقطة \| \| \| 4 \| ديفيد جودو \| فريق فرنسا لركوب الدراجات للرجال تحت 23 سنة 2016 [لغات أخرى]‏ \| 38 نقطة \| \| \| 5 \| Nico Denz [الإنجليزية]‏ \| منتخب ألمانيا لسباق الدراجات على الطريق للرجال تحت 23 سنة 2016 [لغات أخرى]‏ \| 38 نقطة \| \| \| 6 \| إيفان غارسيا \| منتخب إسبانيا لسباق الدراجات على الطريق للرجال تحت 23 سنة 2016 [لغات أخرى]‏ \| 38 نقطة \| \| \| 7 \| Michael Carbel [الإنجليزية]‏ \| منتخب الدنمارك لسباق الدراجات على الطريق للرجال تحت 23 سنة 2016 [لغات أخرى]‏ \| 33 نقطة \| \| \| 8 \| تاو غايغن هارت \| منتخب المملكة المتحدة لسباق الدراجات على الطريق للرجال تحت 23 سنة 2016 [لغات أخرى]‏ \| 27 نقطة \| \| \| 9 \| Joris Nieuwenhuis [الإنجليزية]‏ \| منتخب هولندا لسباق الدراجات على الطريق للرجال تحت 23 سنة 2016 [لغات أخرى]‏ \| 26 نقطة \| \| \| 10 \| Gašper Katrašnik [الإنجليزية]‏ \| منتخب سلوفينيا لسباق الدراجات على الطريق للرجال تحت 23 سنة 2016 [لغات أخرى]‏ \| 26 نقطة \| \| |                    |                                                                         |         |  |
| |                    |                                                                         |         |  |
| مصدر: ProCyclingStats |                    |                                                                         |         |  |
| تصنيف النقاط |                    |                                                                         |         |  |
| العداء | العداء             | الفريق                                                                  | النقاط  |  |
| 1 | فينتشنزو ألبانيز   | منتخب إيطاليا لسباق الدراجات على الطريق للرجال تحت 23 سنة 2016 ‏         | 69 نقطة |  |
| 2 | اموند جروندل يانسن | النرويج تحت 23 سنة                                                      | 69 نقطة |  |
| 3 | جوناثان ديبن       | منتخب المملكة المتحدة لسباق الدراجات على الطريق للرجال تحت 23 سنة 2016 ‏ | 46 نقطة |  |
| 4 | ديفيد جودو         | فريق فرنسا لركوب الدراجات للرجال تحت 23 سنة 2016 ‏                       | 38 نقطة |  |
| 5 | Nico Denz ‏         | منتخب ألمانيا لسباق الدراجات على الطريق للرجال تحت 23 سنة 2016 ‏         | 38 نقطة |  |
| 6 | إيفان غارسيا       | منتخب إسبانيا لسباق الدراجات على الطريق للرجال تحت 23 سنة 2016 ‏         | 38 نقطة |  |
| 7 | Michael Carbel ‏    | منتخب الدنمارك لسباق الدراجات على الطريق للرجال تحت 23 سنة 2016 ‏        | 33 نقطة |  |
| 8 | تاو غايغن هارت     | منتخب المملكة المتحدة لسباق الدراجات على الطريق للرجال تحت 23 سنة 2016 ‏ | 27 نقطة |  |
| 9 | Joris Nieuwenhuis ‏ | منتخب هولندا لسباق الدراجات على الطريق للرجال تحت 23 سنة 2016 ‏          | 26 نقطة |  |
| 10 | Gašper Katrašnik ‏  | منتخب سلوفينيا لسباق الدراجات على الطريق للرجال تحت 23 سنة 2016 ‏        | 26 نقطة |  |

### الفرق حسب الوقت
خطأ لوا في وحدة:Cycling_race على السطر 5482: attempt to concatenate local 'tableNewline' (a nil value).

### تصنيف الجبال
| \| تصنيف الجبال \| تصنيف الجبال \| تصنيف الجبال \| تصنيف الجبال \| تصنيف الجبال \| \| العداء \| العداء \| الفريق \| النقاط \| \| \| ------------ \| ------------------------------------ \| ----------------------------------------------------------------------------------- \| ------------ \| ------------ \| \| 1 \| لوكاس هاميلتون \| منتخب أستراليا لسباق الدراجات على الطريق للرجال تحت 23 سنة 2016 [لغات أخرى]‏ \| 49 نقطة \| \| \| 2 \| Jhon Anderson Rodríguez [الإنجليزية]‏ \| منتخب كولومبيا لسباق الدراجات على الطريق للرجال تحت 23 سنة 2016‏ \| 45 نقطة \| \| \| 3 \| Miguel Flórez [الإنجليزية]‏ \| منتخب كولومبيا لسباق الدراجات على الطريق للرجال تحت 23 سنة 2016‏ \| 44 نقطة \| \| \| 4 \| ديفيد جودو \| فريق فرنسا لركوب الدراجات للرجال تحت 23 سنة 2016 [لغات أخرى]‏ \| 43 نقطة \| \| \| 5 \| إيغان بيرنال \| منتخب كولومبيا لسباق الدراجات على الطريق للرجال تحت 23 سنة 2016‏ \| 35 نقطة \| \| \| 6 \| Edward Ravasi [الإنجليزية]‏ \| منتخب إيطاليا لسباق الدراجات على الطريق للرجال تحت 23 سنة 2016 [لغات أخرى]‏ \| 33 نقطة \| \| \| 7 \| نيك شولتز \| منتخب أستراليا لسباق الدراجات على الطريق للرجال تحت 23 سنة 2016 [لغات أخرى]‏ \| 32 نقطة \| \| \| 8 \| نيلسون بوولس \| منتخب الولايات المتحدة لسباق الدراجات على الطريق للرجال تحت 23 سنة 2016 [لغات أخرى]‏ \| 31 نقطة \| \| \| 9 \| دانييل مارتينيز \| منتخب كولومبيا لسباق الدراجات على الطريق للرجال تحت 23 سنة 2016‏ \| 28 نقطة \| \| \| 10 \| أدريان كوستا \| منتخب الولايات المتحدة لسباق الدراجات على الطريق للرجال تحت 23 سنة 2016 [لغات أخرى]‏ \| 26 نقطة \| \| |                          |                                                                          |         |  |
| |                          |                                                                          |         |  |
| مصدر: ProCyclingStats |                          |                                                                          |         |  |
| تصنيف الجبال |                          |                                                                          |         |  |
| العداء | العداء                   | الفريق                                                                   | النقاط  |  |
| 1 | لوكاس هاميلتون           | منتخب أستراليا لسباق الدراجات على الطريق للرجال تحت 23 سنة 2016 ‏         | 49 نقطة |  |
| 2 | Jhon Anderson Rodríguez ‏ | منتخب كولومبيا لسباق الدراجات على الطريق للرجال تحت 23 سنة 2016‏          | 45 نقطة |  |
| 3 | Miguel Flórez ‏           | منتخب كولومبيا لسباق الدراجات على الطريق للرجال تحت 23 سنة 2016‏          | 44 نقطة |  |
| 4 | ديفيد جودو               | فريق فرنسا لركوب الدراجات للرجال تحت 23 سنة 2016 ‏                        | 43 نقطة |  |
| 5 | إيغان بيرنال             | منتخب كولومبيا لسباق الدراجات على الطريق للرجال تحت 23 سنة 2016‏          | 35 نقطة |  |
| 6 | Edward Ravasi ‏           | منتخب إيطاليا لسباق الدراجات على الطريق للرجال تحت 23 سنة 2016 ‏          | 33 نقطة |  |
| 7 | نيك شولتز                | منتخب أستراليا لسباق الدراجات على الطريق للرجال تحت 23 سنة 2016 ‏         | 32 نقطة |  |
| 8 | نيلسون بوولس             | منتخب الولايات المتحدة لسباق الدراجات على الطريق للرجال تحت 23 سنة 2016 ‏ | 31 نقطة |  |
| 9 | دانييل مارتينيز          | منتخب كولومبيا لسباق الدراجات على الطريق للرجال تحت 23 سنة 2016‏          | 28 نقطة |  |
| 10 | أدريان كوستا             | منتخب الولايات المتحدة لسباق الدراجات على الطريق للرجال تحت 23 سنة 2016 ‏ | 26 نقطة |  |

## وصلات خارجية
- الموقع الرسمي
- لمحة عن سباق تور دي أفينير 2016 على موقع  ProCyclingStats   (برو  سايكلنج  ستاتس) - إحصاءات  محترفي  الدراجات.
- تور دي أفينير 2016 على موقع إحصائيات الدراجات الإحترافية (الإنجليزية)